# Cal Tartamut
Cal Tartamut és una obra modernista de Guissona (Segarra) protegida com a Bé Cultural d'Interès Local.

## Descripció
Edifici modernista que consta de planta baixa i dos pisos, en el qual domina la línia corba.
Planta baixa amb tres obertures d'arc escarser, sent la porta d'entrada la que està més a la dreta; té porta de fusta amb elements sobreposats del mateix material que forma decoració geomètrica a base de formes sinuoses. La part superior de la porta està feta amb ferro forjat que incorpora elements daurats en forma de flor. Les tres obertures estan separades per pilastres de pedra, que s'aixequen sobre sòcols de pedra en forma balustrada, que tene relleu en forma ametllada vertical, decorades amb botons als extrems i tres línies rectes, també en relleu al mig.
Al primer i segon pis, hi ha tres balcons a cadascun, envoltats de motllura de pedra de formes sinuoses i decorades amb elements vegetals. Al primer pis balconada que recorre la façana, i al segon tres balcons individuals, tots de ferro forjat amb decoració floral i barnillons tornejats, en forma ovalada a la part inferior. Entre el segon pis i el terrat, hi ha tres petites obertures de pedrsa.
La façana esta arrebossada i pintada. Coronant l'edifici, hi ha una barana recta i un frontó ovalat amb garlandes de pedra als costats, i elements decoratius i geomètrics i fitomorfs al frontó. Una motllura, separa el terrat de la resta de la façana, formant un espai al centre del qual hi ha un cercle guarnit amb garlanda a la part inferiror i la data de 1916 inscrita al mig. Al llarg d'aquest espai i envoltant l'òval, encara es pot llegir "FONDA DEL CENTRO".

## Història
Antigament era una fonda, dada que es coneix per la inscripció de la façana i que data de l'any 1916.